# Torquator Tasso
Torquator Tasso, född 21 april 2017, är ett tyskfött engelskt fullblod, mest känd för att ha segrat i Prix de l'Arc de Triomphe (2021).

## Bakgrund
Torquator Tasso är en fuxhingst efter Adlerflug och under Tijuana (efter Toylsome). Han föddes upp och ägdes av Paul H Vandeberg. Han tränades under tävlingskarriären av Marcel Weiss.
I oktober 2018 såldes han som ettåring på BBAG Mixed Sale, och köptes för 24 000 euro av Gestut Auenquelle. Han sattes sedan i träning vid Mulheim hos Marcel Weiss.

## Karriär
Torquator Tasso tävlade mellan 2020 och 2022 och sprang in 2 923 577 pund på 13 starter, varav 6 segrar, 3 andraplatser och 1 tredjeplats. Han tog karriärens största seger i Prix de l'Arc de Triomphe (2021). Han segrade även i Grosser Preis von Berlin (2020), Hansa-Preis (2021, 2022) och Grosser Preis von Baden (2021). I sin sista start i karriären kom han även på tredje plats i Prix de l'Arc de Triomphe (2022).
Efter löpet meddelades det att Torquator Tasso avslutar sin tävlingskarriär för att istället vara verksam som avelshingst.